# Platja del Port de Malaspina
La platja del Port de Malaspina està situada al poble de Calella de Palafrugell (Baix Empordà).

## Descripció
És una de les tres platges enllaçades que hi ha al centre de la població. Limita a ponent amb la platja de Port Bo i a llevant amb un sortint rocallós anomenat la punta del Conill, on hi ha un espigó, antic port de pescadors, amb una petita zona de sorra i pedres que pot servir per al bany els dies de mar agitada, ja que queda completament a redós. Sobre la punta de Conill hi ha la Casa Rosa (ara ja blanca) i més enllà la platja del Canadell. Està flanquejada per velles cases de poble i un camí de pedra que comunica amb les altres dues platges, on hi ha bars i restaurants.
Orientada al sud, té 57 m de longitud i 10 m d'amplada, formada per sorra gruixuda, amb un pendent d'entrada al mar poc pronunciat, però el fons marí és molt rocallós. Disposa de dutxes.